# Estafa del mercado de valores de la India de 1992
La estafa del mercado de valores de la India de 1992 fue una manipulación del mercado llevada a cabo por Harshad Mehta y varios funcionarios de la Bolsa de Valores de Bombay, que causó importantes trastornos en el mercado bursátil de la India, estafando a los inversores por más de diez millones de dólares.
Las técnicas empleadas por Harshad Mehta consistían en hacer que funcionarios corruptos firmaran cheques falsos, utilizar de forma indebida lagunas del mercado y fabricar mentiras para hacer subir los precios de las acciones hasta 40 veces su precio original. Los operadores bursátiles que obtenían buenos beneficios gracias a la estafa lograron de forma fraudulenta préstamos bancarios sin garantías. Cuando se descubrió la estafa en abril de 1992, el mercado bursátil indio se desplomó, y los mismos bancos se encontraron de repente con millones de rupias indias (INR) en deudas que ahora no tenían utilidad.

## Escándalo de 1992

### Descripción general
La mayor estafa en el mercado de valores jamás cometida en India, con un valor aproximado de 5.000 millones de rupias, fue orquestada por el corredor de bolsa Harshad Mehta. Se trató de una estafa bursátil sistemática que utilizó recibos bancarios falsos y papel timbrado, lo que provocó el desplome del mercado de valores indio. Esta estafa expuso las lagunas inherentes a los sistemas financieros indios y resultó en una reforma completa del sistema de transacciones bursátiles, incluida la introducción de sistemas de seguridad en línea.
Los fraudes de seguridad se refieren a la idea de desviar fondos del sistema bancario hacia varios accionistas o corredores.La estafa de 1992 fue un fraude sistemático cometido por Mehta en el mercado de valores indio que llevó al colapso total de los sistemas de seguridad. Mehta extrajo más de 1.000 millones de rupias del sistema bancario para comprar acciones en la Bolsa de Valores de Bombay, afectando todo el sistema cambiario.Este colapso hizo que los inversores perdieran cientos de miles de rupias, y el alcance de la estafa fue tan grande que el valor neto de las acciones era mayor que el presupuesto combinado de salud y educación de India. La estafa fue orquestada de tal manera que Mehta obtuvo valores del Banco Estatal de la India a cambio de cheques falsificados firmados por funcionarios corruptos, sin entregar nunca esos valores. Mediante prácticas ficticias, hizo que los precios de las acciones se dispararan y luego vendió las acciones que poseía en estas empresas.El impacto de la estafa fue devastador, resultando en pérdidas para cientos de miles de familias y un desplome inmediato del mercado de valores, donde el índice cayó de 4,500 a 2,500, lo que representó una pérdida de 1.000 millones de rupias en capitalización de mercado.La estafa planteó muchas preguntas sobre la complicidad de funcionarios bancarios con Mehta. Una entrevista con Montek Singh Ahluwalia, Secretario de Asuntos Económicos del Ministerio de Finanzas, reveló que muchos altos funcionarios bancarios estaban involucrados en esta conspiración.

### Estafa de fondos bancarios
A principios de los años 70, los bancos en India no podían invertir directamente en los mercados de valores, pero debían obtener beneficios y mantener una proporción determinada de sus activos en bonos del gobierno con interés fijo. Harshad Mehta aprovechó esta situación, extrayendo capital del sistema bancario para satisfacer las exigencias de los bancos e inyectando ese dinero en el mercado de valores. Prometió a los bancos tasas de interés más altas, mientras les pedía que transfirieran fondos a su cuenta personal, bajo el pretexto de comprar títulos de otros bancos en su nombre. En ese tiempo, un banco debía recurrir a un intermediario para comprar títulos y bonos a plazo de otros bancos. Mehta utilizó temporalmente esos fondos en su cuenta para comprar acciones, aumentando drásticamente la demanda de ciertos títulos, como los de Associated Cement Company (ACC), Sterlite Industries y Videocon. Posteriormente, vendía esas acciones, transfería una parte de las ganancias al banco y se quedaba con el resto. Como resultado, acciones como las de ACC, que cotizaban a 200 rupias en 1991, se dispararon a casi 9,000 rupias en solo tres meses.

### Estafa de recibos bancarios
Otro instrumento clave en la estafa fue el recibo bancario (BR). En una operación de compraventa a plazo, los valores no se transferían físicamente entre las partes; en su lugar, el vendedor de los valores entregaba al comprador un BR. Este recibo no solo funcionaba como prueba de la transacción, sino que también prometía que el comprador recibiría los valores pagados al final del plazo acordado. Mehta se dio cuenta de esta práctica y buscó bancos que pudieran emitir BR falsos o BR que no estuvieran respaldados por títulos gubernamentales.
Una vez emitidos estos recibos bancarios falsos (BRs), Mehta los transfirió a otros bancos que, sin saberlo, le otorgaron préstamos asumiendo que estaban prestando contra valores gubernamentales legítimos, lo que en realidad no era el caso. Con el capital obtenido de estos préstamos, Mehta manipuló los precios de las acciones en la Bolsa de Valores de Bombay, inflando drásticamente valores como los de ACC, que pasaron de ₹200 a ₹9,000, un aumento del 4,400%. Finalmente, cuando Mehta comenzó a vender las acciones para registrar ganancias, la burbuja estalló, y ese fue el momento en que el mercado colapsó.

### Estafa de oferta anticipada
El acuerdo de oferta anticipada es un mecanismo en el que un único corredor actúa como intermediario entre dos bancos. Cuando un banco deseaba vender valores, contactaba con el corredor, quien, en lugar de actuar de manera transparente, hacía que los cheques se emitieran a su nombre, lo que le permitía utilizar el dinero de los bancos para invertir en el mercado de valores.Mehta aprovechó este sistema defectuoso para aplicar el esquema al sistema de recibos bancarios, una práctica que el Comité Janakiraman posteriormente reformó tras la estafa de 1992.
Mehta utilizó BR falsificados para obtener préstamos sin garantía, recurriendo a pequeños bancos para emitir estos recibos a pedido. Dado que los bancos eran pequeños, Mehta pudo retener los recibos por el tiempo que quiso, y los cheques a favor de ambos bancos se acreditaron en sus propias cuentas. Esto permitió que los bancos hicieran grandes inversiones en instituciones como BOK y MCB, que parecían estar en crecimiento. Usando esta estafa, Mehta infló el precio de ACC de ₹200 a ₹9000 en poco tiempo, y cuando vendió las acciones, el mercado colapsó abruptamente.
Esto continuó mientras los precios de las acciones seguían subiendo sin que nadie sospechara de las operaciones de Mehta. Sin embargo, cuando la estafa fue descubierta, muchos bancos quedaron con recibos bancarios (BR) sin valor, y el sistema bancario fue estafado por un total de 4.000 millones de rupias (equivalentes a 310 mil millones de rupias o 3.7 mil millones de dólares estadounidenses en 2023). Los bancos sabían que serían acusados si se revelaba su participación en la emisión de cheques a Mehta. Posteriormente, se reveló que corredores de Citibank como Pallav Sheth y Ajay Kayan, industriales como Aditya Birla, Hemendra Kothari, varios políticos y el gobernador del RBI, S. Venkitaramanan, tuvieron algún papel en permitir o facilitar la manipulación del mercado por parte de Mehta.

### Realización de estafa y caída del mercado
La estafa salió a la luz a finales de abril de 1992, cuando se descubrió que Mehta era un inversor desproporcionadamente grande en valores gubernamentales, controlando más de un tercio del negocio total de valores en la India. Al darse cuenta de que las inversiones de Mehta eran fraudulentas y que sus acciones probablemente no tenían valor real, se produjo un frenesí de ventas de esas acciones. Los bancos que le habían prestado dinero quedaron con cientos de millones en préstamos sin garantía. Esto, junto con el frenesí de ventas, hizo colapsar el mercado de valores indio, que perdió un 40% de su valor de inmediato.Finalmente, las acciones cayeron un 72%, lo que desató un mercado bajista que duró aproximadamente dos años.
La tabla muestra las pérdidas financieras sufridas por varios bancos.
| Nombre del banco                   | ₹ en millones de rupias |
| ---------------------------------- | ----------------------- |
| National Housing Bank (NHB)        | 1.199,39                |
| State Bank Of Saurashtra           | 175.04                  |
| SBI Capital Markets Ltd (SBI Caps) | 121.23                  |
| Standard Chartered Bank            | 300,00                  |
| Total                              | 1.795,66                |

## Exposición, juicio y condena
Mehta y sus asociados explotaron diversas lagunas en el sistema bancario para desviar fondos de transacciones interbancarias y comprar acciones con prima en varios sectores, lo que llevó a un aumento en el índice SENSEX de la Bolsa de Valores de Bombay. Una vez descubierto el esquema, los bancos comenzaron a exigir la devolución de su dinero, lo que precipitó el colapso. Como consecuencia, Mehta fue acusado de 72 delitos penales y enfrentó más de 600 demandas civiles.
Mehta fue arrestado y expulsado del mercado de valores, y los inversores lo responsabilizaron por las pérdidas sufridas por diversas entidades. El 9 de noviembre de 1992, él y sus hermanos fueron detenidos por el CBI, acusados de apropiarse indebidamente de más de 2,8 millones de acciones de aproximadamente 90 empresas utilizando formularios de transferencia de acciones falsificados. Se estimó que el valor total de las acciones malversadas ascendía a 250 millones de rupias (equivalentes a 19 mil millones de rupias o 230 millones de dólares estadounidenses en 2023).A pesar de esto, fue declarado inocente en todos los casos.
Mehta tuvo un breve regreso como gurú del mercado de valores, ofreciendo consejos a través de su propio sitio web y en una columna semanal en un periódico. Sin embargo, en septiembre de 1999, el Tribunal Superior de Bombay lo declaró culpable y le impuso una condena de cinco años de prisión rigurosa, además de una multa de 25.000 rupias (300 dólares estadounidenses).El 14 de enero de 2003, la Corte Suprema de la India confirmó esta sentencia en una decisión de 2 a 1. Los jueces B.N. Agrawal y Arijit Pasayat ratificaron su condena, mientras que el juez M.B. Shah votó por su absolución.

### Acusaciones de pago de sobornos al primer ministro de la India
Mehta causó una gran conmoción al revelar que había pagado 10 millones de rupias al entonces presidente del Congreso Nacional y primer ministro, P.V. Narasimha Rao, como donación al partido, con el objetivo de ser excluido del caso relacionado con el escándalo.

## Impactos
El efecto inmediato fue una fuerte caída en los precios de las acciones y en el índice del mercado, lo que llevó al colapso del sistema de control de valores, así como de los bancos comerciales y el RBI.Alrededor de ₹35 mil millones del mercado total de ₹2,500 mil millones fueron retirados, lo que condujo al colapso del mercado de valores. Las acciones de la BVB recurrieron a la manipulación de registros dentro del sistema de negociación.Esto generó pánico entre la población y afectó gravemente a los bancos, como Standard Chartered y ANZ Grindlays, que se vieron implicados en la estafa debido a la falsificación de recibos bancarios y la transferencia de dinero a la cuenta personal de Mehta. El gobierno consideró que el problema fundamental en la estructura financiera de los mercados de valores era la falta de sistemas informáticos, lo que impactaba a todo el mercado.
Varios funcionarios bancarios fueron investigados y acusados de fraude. Los cinco principales acusados estaban vinculados a Financial Fairgrowth Services Limited (FFSL) y Andhra Bank Financial Services Ltd (ABFSL).El presidente de Vijaya Bank se suicidó tras conocer la noticia sobre la estafa de los recibos bancarios. La situación provocó la renuncia de P. Chidambaram, quien fue acusado de tener empresas fantasma relacionadas con Mehta. Este último fue condenado por el Tribunal Superior de Bombay y la Corte Suprema de la India por su implicación en el escándalo financiero, valorado en 49,99 mil millones de rupias (740 millones de dólares estadounidenses). La situación llevó al arresto de varios funcionarios bancarios, resultando en un colapso total de los sistemas bancarios.

### Reformas posteriores
La primera reforma significativa fue la creación de la Bolsa Nacional de Valores de la India (NSE), seguida por el desarrollo del Código CII para un Gobierno Corporativo Deseable, impulsado por Rahul Bajaj. Este código estableció la formación de dos comités importantes, liderados por Kumar Mangalam Birla y N. R. Narayana Murthy, bajo la supervisión de la Junta de Valores y Bolsa de la India (SEBI). Su objetivo era garantizar un gobierno corporativo adecuado y prevenir futuras estafas.La SEBI fue encargada de supervisar tanto a la NSE como al Depósito Nacional de Valores. En el ámbito del mercado de valores, el gobierno implementó diez leyes parlamentarias y una enmienda constitucional basadas en principios de reforma económica y cambios legislativos.La introducción del comercio en línea por parte de la NSE transformó la dinámica de compra y venta de acciones, permitiendo que el mercado financiero se expandiera a nivel nacional en lugar de estar limitado a Bombay.

### Cambios en la estructura financiera de la India
La estafa de 1992 provocó el colapso del mercado de valores indio, con una pérdida de aproximadamente el 40% del valor de mercado, equivalente a 1 billón de rupias. Esto llevó a las autoridades a revisar y reestructurar los sistemas financieros existentes. La primera medida estructural fue registrar los pagos realizados para la compra de inversiones en recibos bancarios conciliados y libros generales auxiliares, con el fin de prevenir transacciones fraudulentas. Siguiendo el consejo del Comité Janakiraman, se estableció un comité para supervisar la Junta de Valores y Bolsa de la India. La recomendación principal del comité fue restringir las transacciones de compraventa a plazo y de compraventa a plazo doble a valores gubernamentales únicamente. Los bancos pasaron a ser custodios en lugar de directores de las transacciones, y se exigió que tuvieran un sistema de auditoría independiente para las carteras, supervisado por el Banco de la Reserva de la India (RBI).

## En la cultura popular
Gafla es una película dramática criminal en hindi, lanzada en 2006 y dirigida por Sameer Hanchate, que se inspira en el escándalo financiero de 1992. La historia también fue dramatizada en la serie web Scam 1992, creada por Hansal Mehta en 2020, con Pratik Gandhi y Shreya Dhanwanthary en los papeles de Harshad Mehta y Sucheta Dalal, respectivamente. Esta serie se basa en el libro The Scam: Who Won, Who Lost, Who Got Away, escrito por la periodista Sucheta Dalal y Debashish Basu en 1992.Además, la estafa fue retratada en la serie web The Bull of Dalal Street en Ullu. Por otro lado, The Big Bull es una película en hindi de 2021 dirigida por Kookie Gulati, protagonizada por Abhishek Bachchan como Harshad Mehta, que se basa de manera vaga en su vida y en el escándalo de 1992.

## Lectura adicional
- Kannabiran, K.; Hollstein, B.; Hoffmann, F.F. (2021). Discourses on Corruption: Interdisciplinary and Intercultural Perspectives. Sage. ISBN 9789354790140.